# Amerikanische Fiktion
Amerikanische Fiktion (Originaltitel: American Fiction) ist ein US-amerikanischer Spielfilm von Cord Jefferson aus dem Jahr 2023. Die Hauptrolle übernahm Jeffrey Wright. Basierend auf dem Roman Erasure von Percival Everett (dt. Titel: Ausradiert) stellt der Satirefilm einen angesehenen afroamerikanischen Hochschullehrer in den Mittelpunkt. Dieser veröffentlicht mit Absicht unter Pseudonym eine Erzählung, die alle stereotypen Schwarzen-Klischees vereint und ihn zum erfolgreichen Romanautor werden lässt, allerdings auch einen Gewissenskonflikt mit sich bringt. Das Werk wurde im September 2023 im Rahmen des Filmfestivals von Toronto uraufgeführt und gewann dort den Publikumspreis für den besten Spielfilm. Bei der Oscarverleihung 2024 erhielt Amerikanische Fiktion fünf Nominierungen und wurde mit dem Preis für das Beste adaptierte Drehbuch ausgezeichnet.

## Handlung
Der aus Boston stammende Thelonious Ellison, genannt „Monk“, ist Hochschulprofessor für englische Literatur in Los Angeles. Auch gilt er als angesehener Autor. Zusehends zeigt sich Monk aber gereizt gegenüber den kulturellen Sensibilitäten, die seine Studenten an den Tag legen. Dies droht sein akademisches Ansehen zu gefährden. Gleichzeitig wird sein neuester Roman von vielen Verlagen abgelehnt. Monk erhält die pauschale Antwort, dass seine Erzählung „nicht schwarz genug“ sei.
Monk nimmt nach den Misserfolgen an einem Literaturfestival in seiner Heimatstadt teil. Dort erzielt das Romandebüt We’s Lives In Da Ghetto große Beachtung und avanciert zum Bestseller. Monk selbst tut sich schwer mit dem Buch. Er stempelt es als Erzählung für Leser ab, die sich an stereotypen Geschichten über das Elend der Afroamerikaner ergötzen wollen. Zur gleichen Zeit erkrankt Monks Mutter schwer und benötigt intensive Pflege. Weder sein gescheiterter Bruder Clifford noch er können die Rechnungen für ihre Versorgung bezahlen. In einem Anfall von Gehässigkeit verfasst Monk eines Nachts unter dem Pseudonym „Stagg R. Leigh“ einen Roman, der alle Schwarzen-Klischees vereint, die er sich nur vorstellen kann. Die Veröffentlichungsrechte an dem Manuskript werden auf der Stelle von einem angesehenen Verlag gekauft. Monk erhält daraufhin den größten finanziellen Vorschuss, den er jemals gesehen hat. Während das Buch kurz vor der Veröffentlichung steht und die Filmrechte in Hollywood schon kräftig umworben werden, gerät Monk in einen Gewissenskonflikt.

## Hintergrund
Amerikanische Fiktion ist das Spielfilmdebüt des ursprünglich für das US-amerikanische Fernsehen tätigen Drehbuchautors und Produzenten Cord Jefferson. Für sein Drehbuch zur Serie Watchmen wurde er im Jahr 2020 mit einem Emmy ausgezeichnet.

## Synchronisation
Die deutsche Synchronisation entstand nach einem Dialogbuch von Angela Ringer und der Dialogregie von Heiko Akrap im Auftrag der TV+Synchron Berlin GmbH in Berlin.
| Rolle                     | Darsteller        | Synchronsprecher     |
| ------------------------- | ----------------- | -------------------- |
| Thelonious „Monk“ Ellison | Jeffrey Wright    | Bernd Egger          |
| Lisa Ellison              | Tracee Ellis Ross | Meike Finck          |
| Sintara Golden            | Issa Rae          | Elisa Bannat         |
| Clifford Ellison          | Sterling K. Brown | Peter Sura           |
| Arthur                    | John Ortiz        | Hanns-Jörg Krumpholz |
| Coraline                  | Erika Alexander   | Agnes Hilpert        |
| Agnes Ellison             | Leslie Uggams     | Judith Steinhäuser   |
| Wiley                     | Adam Brody        | Benedikt Gutjan      |
| Willy „The Wonker“        | Keith David       | Marko Bräutigam      |

## Rezeption

### Veröffentlichung
Die Premiere des Films erfolgte am 8. September 2023 beim Toronto International Film Festival. Dort wurde Amerikanische Fiktion in die Sektion Special Presentations eingeladen. Weiterhin wurde das Werk in die Programme der US-amerikanischen Festivals von Hamptons und Mill Valley aufgenommen, die im Oktober stattfinden.
Ein limitierter Kinostart in den USA erfolgte ab dem 15. Dezember 2023 im Verleih von Orion Pictures. In Deutschland wurde der Film am 27. Februar 2024 ins Programm von Prime Video aufgenommen.

### Kritik
Von den durch Rotten Tomatoes ausgewerteten 282 Kritiken sind 93 Prozent positiv („fresh“) und führen zu einer Durchschnittswertung von 8,2 von 10 möglichen Punkten. Das Fazit der Seite lautet, dass Jeffrey Wright und der Film „dank der engagierten Herangehensweise des Schauspielers an den betont humorvollen und aufschlussreichen Stoff für immer untrennbar miteinander verbunden sein“ würden. Auf der Website Metacritic erhielt Amerikanische Fiktion eine Bewertung von 82 von 100 möglichen Punkten, basierend auf mehr als einem Dutzend ausgewerteten englischsprachigen Kritiken. Dies entspricht einhelligem Beifall („universal acclaim“).
Bert Rebhandl (Frankfurter Allgemeine Zeitung) sah im Namen der Hauptfigur Bezüge zu Ralph Ellisons Roman Der unsichtbare Mann (1952) und zum Musiker Thelonious Monk (1917–1982). Er meinte, dass der Stoff über 20 Jahre nach der Romanveröffentlichung „gerade wieder einmal sehr gut in die Zeit“ passe. „Denn alles das, was Everett damals schon kritisch aufgriff“, habe „sich seither verstärkt, vor allem das standpunkt- oder gruppenbezogene Sprechen und Schreiben“, so Rebhandl. Die „satirische Zuspitzung“ beginne mit Monk Ellisons verratener Identität, da er alten weißen Männern wie James Joyce nacheifere. Amerikanische Fiktion baue „lustvoll seine Übertreibungen“ auf Jeffrey Wrights zurückhaltendes Spiel auf, reichere „dann aber mit vielen Zwischentönen seine deutliche Botschaft“ an. Cord Jeffersons Regiedebüt müsse es „mit dem Mythos vom ‚großen amerikanischen Roman‘ gar nicht aufnehmen, um eine sehr präzise Bestandsaufnahme der Reste der bürgerlichen Öffentlichkeit in Amerika vorzunehmen“.

### Auszeichnungen
Im Rahmen des Filmfestivals von Toronto 2023 wurde Amerikanische Fiktion als bester Spielfilm mit dem Publikumspreis (People’s Choice Award) geehrt, noch vor Alexander Paynes The Holdovers und Hayao Miyazakis Animationsfilm Der Junge und der Reiher. Weitere Festivaleinladungen und Nominierungen für Filmpreise folgten. Bei der Oscarverleihung 2024 erhielt das Werk fünf Nominierungen, unter anderem als Bester Film.
| Festival / Filmpreis                             | Kategorie                                      | Resultat  | Preisträger/Nominierte                                          |
| ------------------------------------------------ | ---------------------------------------------- | --------- | --------------------------------------------------------------- |
| AACTA International Awards 2024                  | Bester Film                                    | Nominiert | k. A.                                                           |
| AACTA International Awards 2024                  | Bestes Drehbuch                                | Nominiert | Cord Jefferson                                                  |
| AACTA International Awards 2024                  | Bester Hauptdarsteller                         | Nominiert | Jeffrey Wright                                                  |
| AAFCA Awards 2024                                | Top 10 Filme                                   | Gewonnen  | k. A.                                                           |
| AAFCA Awards 2024                                | Beste Filmkomödie                              | Gewonnen  | k. A.                                                           |
| AAFCA Awards 2024                                | Bester Nachwuchsregisseur                      | Gewonnen  | Cord Jefferson                                                  |
| AAFCA Awards 2024                                | Bestes Drehbuch                                | Gewonnen  | Cord Jefferson                                                  |
| AAFCA Awards 2024                                | Bester Nebendarsteller                         | Gewonnen  | Sterling K. Brown                                               |
| Alliance of Women Film Journalists Awards 2024   | Bester Film                                    | Nominiert | k. A.                                                           |
| Alliance of Women Film Journalists Awards 2024   | Bestes adaptiertes Drehbuch                    | Gewonnen  | Cord Jefferson                                                  |
| Alliance of Women Film Journalists Awards 2024   | Bester Hauptdarsteller                         | Gewonnen  | Jeffrey Wright                                                  |
| Alliance of Women Film Journalists Awards 2024   | Bester Nebendarsteller                         | Nominiert | Sterling K. Brown                                               |
| Alliance of Women Film Journalists Awards 2024   | Bestes Schauspielensemble                      | Gewonnen  | Jennifer Euston                                                 |
| AFI Awards 2023                                  | Top Ten Filme                                  | Gewonnen  | k. A.                                                           |
| Artios Awards 2024                               | Bestes Casting – Independent-Filmkomödie       | Nominiert | Jennifer Euston, Lisa Lobel, Angela Peri, Melissa Morris        |
| Black Reel Awards 2024                           | Bester Film                                    | Gewonnen  | Ben LeClair, Nikos Karamigios, Cord Jefferson, Jermaine Johnson |
| Black Reel Awards 2024                           | Beste Regie                                    | Gewonnen  | Cord Jefferson                                                  |
| Black Reel Awards 2024                           | Bestes Regiedebüt                              | Gewonnen  | Cord Jefferson                                                  |
| Black Reel Awards 2024                           | Bestes Drehbuch                                | Gewonnen  | Cord Jefferson                                                  |
| Black Reel Awards 2024                           | Bestes Debütdrehbuch                           | Gewonnen  | Cord Jefferson                                                  |
| Black Reel Awards 2024                           | Beste Hauptrolle                               | Gewonnen  | Jeffrey Wright                                                  |
| Black Reel Awards 2024                           | Beste Nebenrolle                               | Nominiert | Erika Alexander                                                 |
| Black Reel Awards 2024                           | Beste Nebenrolle                               | Nominiert | Sterling K. Brown                                               |
| Black Reel Awards 2024                           | Bestes Schauspielensemble                      | Nominiert | Jennifer Euston                                                 |
| Boston Society of Film Critics Awards 2023       | Bester Nachwuchsregisseur                      | Runner-up | Cord Jefferson                                                  |
| British Academy Film Awards 2024                 | Bestes adaptiertes Drehbuch                    | Gewonnen  | Cord Jefferson                                                  |
| Chicago Film Critics Association Awards 2023     | Bester fremdsprachiger Film                    | Nominiert | k. A.                                                           |
| Critics’ Choice Movie Awards 2024                | Bester Film                                    | Nominiert | k. A.                                                           |
| Critics’ Choice Movie Awards 2024                | Beste Komödie                                  | Nominiert | k. A.                                                           |
| Critics’ Choice Movie Awards 2024                | Bestes adaptiertes Drehbuch                    | Gewonnen  | Cord Jefferson                                                  |
| Critics’ Choice Movie Awards 2024                | Bester Hauptdarsteller                         | Nominiert | Jeffrey Wright                                                  |
| Critics’ Choice Movie Awards 2024                | Bester Nebendarsteller                         | Nominiert | Sterling K. Brown                                               |
| Directors Guild of America Awards 2024           | Bestes Regiedebüt                              | Nominiert | Cord Jefferson                                                  |
| Eddie Awards 2024                                | Bester Schnitt – Filmkomödie                   | Nominiert | Hilda Rasula                                                    |
| Golden Globe Awards 2024                         | Bester Film – Komödie/Musical                  | Nominiert | k. A.                                                           |
| Golden Globe Awards 2024                         | Bester Hauptdarsteller – Komödie/Musical       | Nominiert | Jeffrey Wright                                                  |
| Gotham Awards 2023                               | Beste Hauptrolle                               | Nominiert | Jeffrey Wright                                                  |
| Filmfestival von Heartland 2023                  | Humor & Humanity Award                         | Gewonnen  | Cord Jefferson                                                  |
| Hollywood Music In Media Awards 2023             | Beste Filmmusik – Spielfilm                    | Nominiert | Laura Karpman                                                   |
| Independent Spirit Awards 2024                   | Bester Film                                    | Nominiert | Cord Jefferson, Jermaine Johnson, Nikos Karamigios, Ben LeClair |
| Independent Spirit Awards 2024                   | Bestes Drehbuch                                | Gewonnen  | Cord Jefferson                                                  |
| Independent Spirit Awards 2024                   | Beste Hauptrolle                               | Gewonnen  | Jeffrey Wright                                                  |
| Independent Spirit Awards 2024                   | Beste Nebenrolle                               | Nominiert | Erika Alexander                                                 |
| Independent Spirit Awards 2024                   | Beste Nebenrolle                               | Nominiert | Sterling K. Brown                                               |
| London Critics’ Circle Film Awards 2024          | Bester Hauptdarsteller                         | Nominiert | Jeffrey Wright                                                  |
| Los Angeles Film Critics Association Awards 2023 | Beste Hauptrolle                               | Runner-up | Jeffrey Wright                                                  |
| Filmfestival von Middleburg 2023                 | Publikumspreis – Bester Spielfilm              | Gewonnen  | Cord Jefferson                                                  |
| Filmfestival von Mill Valley 2023                | Publikumspreis – Bester US-amerikanischer Film | Gewonnen  | Cord Jefferson                                                  |
| Filmfestival von Mill Valley 2023                | Beste Nachwuchsregie                           | Gewonnen  | Cord Jefferson                                                  |
| NAACP Image Awards 2024                          | Bester Film                                    | Nominiert | k. A.                                                           |
| NAACP Image Awards 2024                          | Bestes Drehbuch                                | Gewonnen  | Cord Jefferson                                                  |
| NAACP Image Awards 2024                          | Bester Hauptdarsteller                         | Nominiert | Jeffrey Wright                                                  |
| NAACP Image Awards 2024                          | Bester Nebendarsteller                         | Nominiert | Sterling K. Brown                                               |
| NAACP Image Awards 2024                          | Beste Nebendarstellerin                        | Nominiert | Erika Alexander                                                 |
| NAACP Image Awards 2024                          | Bestes Schauspielensemble                      | Nominiert | k. A.                                                           |
| NAACP Image Awards 2024                          | Beste Filmmusik                                | Nominiert | Laura Karpman                                                   |
| National Society of Film Critics Awards 2024     | Bester Hauptdarsteller                         | Runner-up | Jeffrey Wright                                                  |
| Online Film Critics Society Awards 2024          | Bester Debütfilm                               | Nominiert | Cord Jefferson                                                  |
| Online Film Critics Society Awards 2024          | Bestes adaptiertes Drehbuch                    | Nominiert | Cord Jefferson                                                  |
| Online Film Critics Society Awards 2024          | Bester Hauptdarsteller                         | Nominiert | Jeffrey Wright                                                  |
| Oscar                                            | Bester Film                                    | Nominiert | Cord Jefferson, Jermaine Johnson, Nikos Karamigios, Ben LeClair |
| Oscar                                            | Bestes adaptiertes Drehbuch                    | Gewonnen  | Cord Jefferson                                                  |
| Oscar                                            | Bester Hauptdarsteller                         | Nominiert | Jeffrey Wright                                                  |
| Oscar                                            | Bester Nebendarsteller                         | Nominiert | Sterling K. Brown                                               |
| Oscar                                            | Beste Filmmusik                                | Nominiert | Laura Karpman                                                   |
| Producers Guild of America Awards 2024           | Bester Kinofilm                                | Nominiert | k. A.                                                           |
| Filmfestival von San Diego 2023                  | Bester Gala-Film                               | Gewonnen  | k. A.                                                           |
| Satellite Awards 2023                            | Bester Film – Komödie oder Musical             | Nominiert | k. A.                                                           |
| Satellite Awards 2023                            | Bestes adaptiertes Drehbuch                    | Gewonnen  | Cord Jefferson                                                  |
| Satellite Awards 2023                            | Bester Hauptdarsteller – Komödie oder Musical  | Nominiert | Jeffrey Wright                                                  |
| Satellite Awards 2023                            | Beste Filmmusik                                | Gewonnen  | Laura Karpman                                                   |
| Screen Actors Guild Awards 2024                  | Bester Hauptdarsteller                         | Nominiert | Jeffrey Wright                                                  |
| Screen Actors Guild Awards 2024                  | Bester Nebendarsteller                         | Nominiert | Sterling K. Brown                                               |
| Screen Actors Guild Awards 2024                  | Bestes Schauspielensemble                      | Nominiert | k. A.                                                           |
| Filmfestival von Toronto 2023                    | Publikumspreis – Bester Film                   | Gewonnen  | Cord Jefferson                                                  |
| USC Libraries Scripter Awards 2024               | Bestes adaptiertes Drehbuch                    | Gewonnen  | Cord Jefferson                                                  |
| Filmfestival von Virginia 2023                   | Bester Spielfilm                               | Gewonnen  | Cord Jefferson                                                  |
| Filmfestival von Virginia 2023                   | Beste Nachwuchsregie                           | Gewonnen  | Cord Jefferson                                                  |
| Writers Guild of America Awards 2024             | Bestes adaptiertes Drehbuch                    | Gewonnen  | Cord Jefferson                                                  |